# Острво Јужни Маниту
Острво Јужни Маниту се налази у околини језера Мичиген, приближно 26 км западно од Лиланда у држави Мичиген. Део је округа Лилано и део Националног парка Дине успаваног медведа. Ненасељено острво има површину од 21,44 km² и може му се приступити трајектном линијом из Лиланда. Посетиоцима су на располагању вођене туре возилима на отвореном, али већина саобраћаја се одвија пешке. Веће северно острво Маниту лежи на северу.
Острво је широко 4,8 км, а дугачко исто толико. Део је острвског ланца који се простире на северу до Макиначког теснаца. Острво се састоји од гребена нагнутих слојева кречњака, закопаног под покривачем ледничких остатака. Ледењаци су исклесали слив језера Мичиген. Када се слив напунио водом, врхови гребена остали су изложени као острва. Током постглацијалних времена, ветрови који су дували на високим песковитим блефовима на западној страни острва померали су песак у унутрашњост, формирајући пешчане дине. Језеро Фиренце је једино језеро у унутрашњости острва. Острво има систем стаза и кампова.

## Историја
Јужно острво Маниту првобитно је средином 1830-их населио Вилијам Бартон како би обезбедио дрвну грађу за напајање парних бродова Великог језера. Његов док је изграђен усред залива у облику полумесеца на источној страни острва, који је пружао једину природну дубоководну луку између Чикага и Бафала. Године 1847. село је обухватало Бартонову кућу, ковачницу, прехрамбену продавницу, шталу и дрвену железничку пругу Тамарак која се протезала од пристаништа у унутрашњост због вуче дрва за пароброде. Када се отворила прва пошта 1870. године, била је овде. Када су се операције сече дрвећа и пристаниште пропадале, првобитно острвско село је опадало у величини и значају. Људи су преселили продавницу са првобитног места у близини старог пристаништа на место у близини станице за спасавање 1923. године на југоисточној обали, а то је обележило померање острвске заједнице на садашње место у селу које се налази на садашњем пристаништу, где путнички трајект стиже. 
Фарма се полако развијала на острву, али до 1870. већина острвљана су били самодовољни пољопривредни произвођачи. Вишак усева продат је бродовима који су пролазили као и копненим тржиштима. Изолација острва пружила је идеално окружење за узгајање награђиване ражи, пасуља и грашка. Данас на острву нема активних фарми, али господарске зграде, напуштене машине, стара школа и гробље подсећају на прошлост. Острво је сада ненасељено, а већина зграда лежи у рушевинама. 

## Светионик
Јужно острво Маниту било је популарно у 19. и 20. веку као лука и станица за гориво. Завршетком канала Ери 1826. године развој комерцијалне пловидбе на Великим језерима се брзо повећао. Пролаз Маниту био је најважнија рута за пароброде који су путовали дужином језера Мичиген дужине 300 миља. Острво је било стајалиште за ране поморце између Чикага и Макиначког мореуза.
Да би водио бродове вођене олујом, Конгрес је 1838. године за изградњу светионика присвојио 5.000 долара. Изградња је започета 1839. године, али се о овом првом светионику на острву Јужна Маниту зна врло мало. Спецификације су биле исте као и за светионик Олд Преску Ајл, који је обухватао кружни торањ од 30 стопа и камени собичак, али писани извештаји описују кућу од 1,5 спрата са светлосном кулом на једном крају. Не постоје скице или фотографије које би утврдиле шта је заправо изграђено. Локација светла налазила се на песковитом брежуљку од 30 стопа у близини обале близу места на коме се налази садашњи светионик, али тачна локација није позната.
Године 1858. амерички светионик препознао је потребу за већом сигурношћу и заменио ову кућу двоспратном резиденцијом од цигле са кулом од 35 стопа на врху. У кули се налазила Френелова сочива четвртог реда. Додата је зграда за сигнал магле и обе конструкције стоје и данас.
Повећани бродски саобраћај донео је промене и 1871. године изграђена је кула од 100 стопа. Кула је у основи пречника 18 стопа. Зидови су шупљи и дебели 5 стопа при дну, а на врху се сужавају до 3 метра. Додат је пролаз који је кулу повезивао са чуварским станом. Френелова сочива трећег реда из Париза инсталирана су са 3-фитиљном лампом која је имала домет од 18 миља. Године 1875. године постављен је први сигнал парне магле на језеру Мичиген који је заменио звоно за маглу. Светионик од 100 стопа био је у функцији од 1871. до 1958. Светионик је и даље у добром стању. Недавни напори вратили су светлосни торањ у оперативни статус за летње месеце.
Чуварева кућица је изграђена 1901. године али је 1958. трајно затворена.

## Олупине бродова
Острва Маниту окружена су са преко 50 познатих олупина, од којих су нека популарна места за роњење. Резерват је основан 1988. године како би се сачувала историјска и археолошка вредност педесет познатих бродолома, датираних од 1835. до 1960. Један од таквих олупина је Франсиско Моразан, који се насукао 1960. године на јужној обали острва. Прегазила је олупину теретног брода Валтера Фроста, насукану 4. новембра 1903, са теретом кукуруза и опште робе.
Источном страном острва доминира велики округли залив. Овај залив је дубок врло близу обале. Неколико пута су бродови овде у олуји нашли сигурну луку, чак и неки од великих бродова за расути терет. Током „Великог удара“ 1913. године, капетан Џон Стафлбим усидрио се на плажу. Држао је моторе да раде 49 сати како ветар не би одувао пловило натраг у море, све док није успео да пошаље два морнара на обалу да се прикаче за стабло. Када се олуја стишала 24 сата касније, одвезао се са дрвета, ставио моторе уназад и одмакнуо се од обале да би безбедно наставио путовање.